# Sky Valley (Georgia)
Sky Valley es una ciudad ubicada en el condado de Rabun en el estado estadounidense de Georgia. En el censo de 2000, su población era de 221.

## Demografía
En el 2000 la renta per cápita promedia del hogar era de $44,750, y el ingreso promedio para una familia era de $57,500. El ingreso per cápita para la localidad era de $31,511. Los hombres tenían un ingreso per cápita de $41,875 contra $13,750 para las mujeres.

## Geografía
Sky Valley se encuentra ubicado en las coordenadas 34°59′10″N 83°19′29″O / 34.98611, -83.32472 (34.986008, -83.324688).
Según la Oficina del Censo, la localidad tiene un área total de 7,9 km² (3,1 mi²), de la cual 7,9 km² (3,1 mi²) es tierra y 0 km² (0 mi²) (0.00%) es agua.